# Stavrokónnou
Stavrokónnou (grec moderne : Σταυροκόννου) est un village de Chypre de plus de 56 habitants.